# HC Energie Karlovy Vary
HC Energie Karlovy Vary est un club de hockey sur glace de la ville de Karlovy Vary de Tchéquie.

## Historique

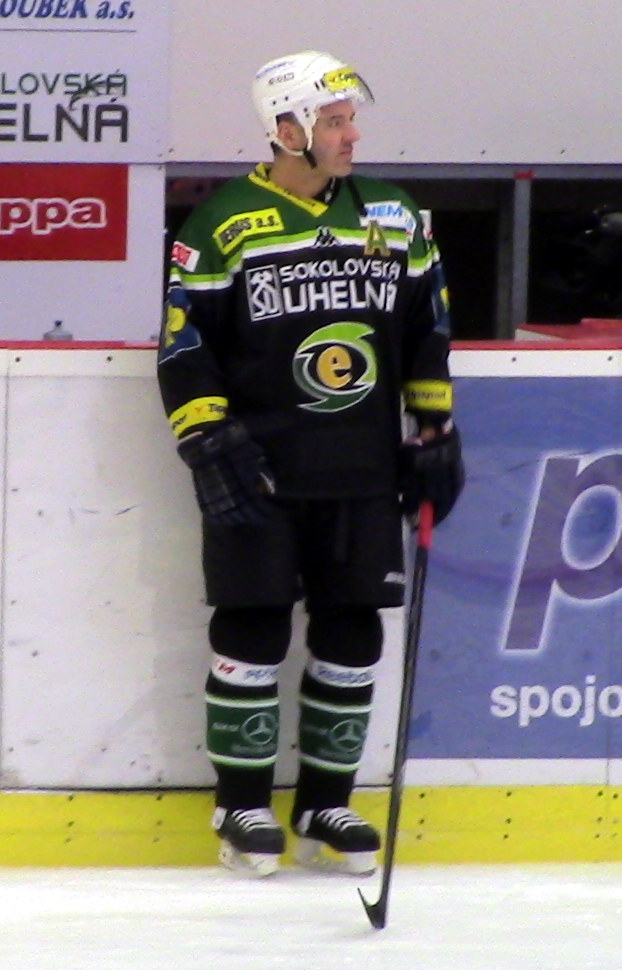
David Hruška en 2015

Le club fait ses débuts en 1932 sous le nom de SK Slavia Karlovy Vary. L'équipe rejoint en 1951 le championnat de première division de Tchécoslovaquie, la Mistrovství republiky.
En 1955, le club s'appelle alors Dynamo Karlovy Vary et descend en seconde division du pays, la 2.liga. Il faut attendre la saison 1997-98 de l'Extraliga, nouveau championnat de République tchèque depuis 1993 pour que le club accède une nouvelle fois à la ligue Élite. L'équipe prend alors la place du HC Olomouc. Depuis lors, le club n'a plus jamais quitté l'Extraliga.
Jusqu'en 2009, le club jouait dans le Zimní Stadion Karlovy Vary (4 680 places). Depuis, l'équipe évolue dans une nouvelle patinoire, la KV Arena.